# Alex Caffi
Alessandro "Alex" Caffi (Rovato, 18 maart 1964) is een voormalig Italiaans autocoureur. Hij maakte zijn Formule 1-debuut in 1986 bij Osella en nam deel aan 75 Grands Prix waarvan hij er 56 mocht starten. Hij behaalde 6 punten.
Hij reed drie jaar in de Italiaanse Formule 3, van 1984 tot 1986. Hij werd tweede in 1984 en 1985, derde in 1986. In 1986 slaagde hij er ook in zijn Formule 1-debuut te maken voor het kleine Osella. Hij maakte indruk op het team en reed het volgende jaar ook voor Osella. De wagen met Alfa Romeo-motor was oncompetitief en onbetrouwbaar. Caffi wist geen enkele keer een race te beëindigen. Hij maakte in zijn slechte wagen echter wel indruk op andere teams, mede dankzij een zestiende startplaats in Monaco.
Hierdoor kon hij overstappen naar het nieuwe Scuderia Italia-team, waarbij zijn beste resultaat in 1988 een zevende plaats was in de Grand Prix van Portugal. Een jaar later werd Andrea de Cesaris zijn teamgenoot. Caffi maakte indruk in de Grand Prix van Monaco met een vierde plaats. Hij reed ook een tijdje op de tweede plaats in de Grand Prix van de Verenigde Staten maar de Cesaris reed hem van de baan. Het tweede gedeelte van het seizoen verliep moeilijker, mede door problemen bij bandenleverancier Pirelli om goede banden aan het team te leveren.
Caffi kon in 1990 overstappen naar Arrows dat voor 1991 samen met Porsche een aanval op de wereldtitel wilde doen. 1990 was een interimjaar. Caffi blesseerde zich in een wielerongeluk, waardoor hij de eerste race miste en de tweede moest opgeven omwille van uitputting. Hij wist een vijfde plaats te behalen in de Grand Prix van Monaco en reed verder een anoniem seizoen.
1991 werd hierna een ramp: de Porsche-motor was te zwaar en wist niet genoeg vermogen te leveren. Caffi wist zich niet te kwalificeren voor de eerste vier races. Hij brak zijn kaak bij een auto-ongeluk en Stefan Johansson moest invallen voor hem. Toen Caffi opnieuw voor het team kon rijden, wilden ze liever de Zweed als rijder houden. Enkel door middel van een juridische tussenkomst wist Caffi zijn zitje opnieuw te bekomen. Hij slaagde er de volgende zes Grand Prix' niet in zich te kwalificeren. Uiteindelijk wist hij zich te kwalificeren voor de Grand Prix van Japan maar toen was Aguri Suzuki al aangekondigd als zijn vervanger. Ook in Australië wist hij zich nog te kwalificeren maar hij had nog niet onmiddellijk een zitje voor het volgende seizoen.
Hij had dan ook geen andere keuze dan te gaan rijden voor het bescheiden Andrea Moda. Hij werd hier echter ook alweer vervangen na twee races door Roberto Moreno.
Hierna ging hij in de Italiaanse en Spaanse toerwagens rijden, alvorens in de GT's, Fia Sportscar en American Le Mans Series te gaan rijden.